# Народна библиотека Рогатица
Народна библиотека Рогатица је јавна библиотека, уједно и централна библиотека у општини Рогатица. Библиотека се налази у улици Српске слоге 106. Располаже са разноврсним књижним фондом од преко 36.000 инвентарисаних књига. Народна библиотека је основана од стране локалне заједнице 2001 године а са радом је почела у августу 2003. У новембру исте године ушла је у Систем библиотека Републике Српске.У 2017-ој години, на иницијативу Локалне заједнице, библиотека мијења назив у ЈУ Народна библиотека “Војислав Лубарда“ Рогатица.Војислав Лубарда је најзначајнији завичајни стваралац, а на пољу књижевности, књижевне критике и публицистике био је један од значајних и уважених стваралаца Републике Југославије. У његову част организују се“ Дани Војислава Лубарде “, који су уприличени у дане његовог рођења. Библиотека „Војислав Лубарда“ Рогатица настоји обезбиједити услуге које ће задовољити потребе појединаца и група у погледу образовања и информисања. Својим облицима рада подстиче и шири опште образовање посебно се залажући да сви слојеви друштва у локалној заједници имају једнак приступ ресурсима библиотеке, без обзира на различитости којима припадају. Библиотека има пет одјељења: Дјечије одјељење , Одјељење за омладину и одрасле, Завичајна збирка , Референсно одјељење и Одјељење стране књиге. У циљу популарисања високих културно-образовних вриједности, библиотека је предвидјела
континуирано организовање програма који су усредсређени на културно стваралаштво, а који су везани за одређене међународне празнике, значајне датуме из наше историје, као и знамените личности из различитих области нашег друштвеног живота. У оквиру библиотеке дјелује и драмско - рецитаторска секција која броји педесетак чланова, углавном ученика средње и основне школе из Рогатице. Заједно са њима обиљежавамо сјећања на
знамените људе из наше историје. Неке представе, као што су: „Јазавац пред судом“, „Госпођа министарка“, „Аналфабета“ и друге, побудиле су велико интересовање наших грађана. Извођене су у сали Културног центра и за ученике средње школе и ученике виших разреда основне школе. У библиотеци је запослено пет (5) радника. Сви су положили стручни испит из области библиотечке дјелатности. Библиотека је свој рад организовала на површини од 238 м2.У библиотеци се воде двије књиге инвентара:
1. Књига за монографске публикације
2. Књига за серијске публикације
Набавку књижне грађе ЈУ Народна библиотека „Војислав Лубарда“ врши плански и према потребама корисника. Књижна грађа се набавља путем куповине, обавезног примјерка и поклона. ЈУ Народна библиотека „Војислав Лубарда“ Рогатица ће као и свих ових година радити на јачању њене библиотечко-информационе и културне дјелатности, односно дјелатности које су уоснови њеног пословања. Ти се сегменти тичу, прво, обнове књижног фонда новим насловима из тачно одређених области, за које је установљено да су најпотребније.